# Josef Rist
Josef Rist (* 1962 in Heimenkirch) ist ein deutscher katholischer Kirchenhistoriker. Er ist seit dem 1. April 2009 Professor für Kirchengeschichte der Antike, Patrologie und Christliche Archäologie an der Ruhr-Universität Bochum.

## Leben
Rist studierte Katholische Theologie (Diplom), Alte Geschichte, Philologie des Christlichen Orients und Christliche Archäologie (MA) in München, Rom, Milwaukee und Würzburg und wurde 1993 mit der Arbeit Proklos von Konstantinopel und sein Tomus ad Armenios. Untersuchungen zu Leben und Wirken eines konstantinopolitanischen Bischofs des V. Jahrhunderts promoviert, bevor er 1994 zum Priester des Erzbistums München und Freising geweiht wurde. Anschließend arbeitete er als wissenschaftlicher Mitarbeiter an den Universitäten München und Würzburg. Von 2004 bis 2009 war er Hochschuldozent für Kirchengeschichte am Institut für Katholische Theologie der RWTH Aachen, bevor er Professor in Bochum wurde. Seit 2015 ist er Leiter der Sektion für die Kunde des Christlichen Orients der Görres-Gesellschaft.

## Veröffentlichungen (Auswahl)
- Proklos von Konstantinopel und sein Tomus ad Armenios. Untersuchungen zu Leben und Wirken eines konstantinopolitanischen Bischofs des V. Jahrhunderts , Würzburg 1993 (Dissertation).
- mit Christof Breitsameter (Hrsg.): Wort Gottes. Die Offenbarungsreligionen und ihr Schriftverständnis (Theologie im Kontakt. Neue Folge; Band 1). Aschendorff, Münster 2013, ISBN 978-3-402-13024-7.
- Rist verfasste zahlreiche Artikel im Biographisch-Bibliographischen Kirchenlexikon (BBKL).